# Germans d'Itàlia
|  | Aquest article tracta sobre un partit polític italià. Vegeu-ne altres significats a « Fratelli d'Italia». |

Els Germans d'Itàlia (italià: Fratelli d'Italia, FdI), és un partit polític nacional-conservador italià, d'extrema dreta i caràcter populista, fundat per Giorgia Meloni, una diputada de la Cambra dels Diputats i anterior Ministra de Silvio Berlusconi.

## Història
El partit va néixer amb el nom de Germans d'Itàlia - Centredreta Nacional (italià: Fratelli d'Italia - Centrodestra Nazionale, FdI-CDN), d'una escissió a la dreta del Poble de la Llibertat (PdL) el desembre 2012, i és l'hereu polític del Moviment Social Italià - Dreta Nacional (1946–1995) i Aliança Nacional (1995–2009). És un partit amb ideologia conservadora i nacionalista.
A nivell europeu, és membre del Partit dels Conservadors i Reformistes Europeus, del qual Meloni ha servit com a presidenta des de setembre 2020. Com a tal, Fratelli defensen l'Euroscepticisme i proposen una Europa "confederal de nacions" com a concepte oposat a l'Europa federal.
La coalició de centre-dreta va guanyar les eleccions legislatives italianes de 2022 i Giorgia Meloni va formar un govern de coalició amb Germans d'Itàlia, Lliga per Salvini Premier, Forza Italia i Nosaltres Moderats.

## Ideologia
Acadèmics i comentaristes polítics han descrit de manera diversa la posició política de FdI, des de partit de dreta, dreta populista o reaccionària, o extrema dreta. Així, l'han caracteritzat com a partit conservador, nacional-conservador, nacionalista o postfeixista.
En assumptes socials, el partit ha estat considerat com a ultraconservador. El partit s'oposa a l'avortament , a l'eutanàsia, al matrimoni entre persones del mateix sexe i a l'adopció. El 2022, els Germans d'Itàlia van presentar un projecte de llei que converteix la gestació subrogada en un delicte castigat amb la presó. El partit també es va oposar a l'aprovació de lleis que penalitzin els actes discriminatoris "per raó de sexe, orientació sexual o identitat de gènere".
El partit és hostil a la introducció del dret de sòl i proposa fortes restriccions a la immigració tant legal com a il·legal. El partit denuncia la suposada islamització d'Europa. També vol prohibir l'accés als ports als vaixells de les ONG que hagin rescatat immigrants al mar, augmentar el nombre de centres de vigilància i incrementar i accelerar l'expulsió d'immigrants il·legals.
En l'àmbit econòmic, el partit defensa polítiques que han estat considerades com a neoliberals. Vol introduir un impost únic, suprimir la renda bàsica i introduir la preferència nacional en l'accés a l'ocupació i l'habitatge.

### Faccions
Des de la seva fundació, FdI ha tingut faccions internes en forma d'organitzacions i associacions polítiques.
- Prima l'Italia (Primer Itàlia, PI), nacional-conservador, liderat per Gianni Alemanno (fins al 2015, posteriorment es va unir a l'Acció Nacional)
- FareItalia (Fer Itàlia, FI), liberal-conservador, liderat per Adolfo Urso.
- Io Amo l'Italia (Jo Estimo Itàlia, IAI), social-conservador, liderat per Magdi Allam (fins al 2015)
- Io Sud (Jo Sud, IS), nacional-conservador i centrista , liderat per Adriana Poli Bortone (fins al 2015, posteriorment es va incorporar a Forza Italia)
- Movimento Nazionale per la Sovranità (Moviment Nacional per la Sobirania, MNS), nacional-conservador, liderat per Gianni Alemanno.
- Direzione Italia (Direcció Itàlia, DI), liberal-conservadora, dirigida per Raffaele Fitto.

## Resultats electorals

### Parlament Italià
| Elecció | Lider          | Cambra dels diputats | Cambra dels diputats | Cambra dels diputats | Cambra dels diputats | Cambra dels diputats | Senat de la República | Senat de la República | Senat de la República | Senat de la República | Senat de la República |
| Elecció | Lider          | Vots                 | %                    | Escons               | +/–                  | Pos.                 | Vots                  | %                     | Escons                | +/–                   | Pos.                  |
| ------- | -------------- | -------------------- | -------------------- | -------------------- | -------------------- | -------------------- | --------------------- | --------------------- | --------------------- | --------------------- | --------------------- |
| 2013    | Giorgia Meloni | 666,035              | 1.9                  | 9 / 630              | Nou                  | 8è                   | 590,083               | 1.9                   | 0 / 315               | Nou                   | 7è                    |
| 2018    | Giorgia Meloni | 1,429,550            | 4.4                  | 32 / 630             | 23                   | 5è                   | 1,286,606             | 4.3                   | 18 / 315              | 18                    | 5è                    |
| 2022    | Giorgia Meloni | 7,302,517            | 26.0                 | 119 / 400            | 87                   | 1r                   | 7,167,136             | 26.0                  | 66 / 200              | 48                    | 1r                    |

### Parlament Europeu
| Any  | Líder          | Vots      | %     | Escons  | +/– | Pos. | Grup |
| ---- | -------------- | --------- | ----- | ------- | --- | ---- | ---- |
| 2014 | Giorgia Meloni | 1,004,037 | 3.7   | 0 / 73  | Nou | 7è   | -    |
| 2019 | Giorgia Meloni | 1,726,189 | 6.4   | 6 / 76  | 6   | 5è   | ECR  |
| 2024 | Giorgia Meloni | 6,724,269 | 28.76 | 24 / 76 | 18  | 1r   | ECR  |